# Даріо Жупарич
Даріо Жупарич (хорв. Dario Župarić, нар. 3 травня 1992, Жупаня, Хорватія) — хорватський футболіст, захисник клубу МЛС «Портленд Тімберс».

## Ігрова кар'єра

### Клубна
Даріо Жупарич народився у місті Жупаня і займатися футболом почав у місцевих клубах. На професійному рівні футболіст дебютував у клубі вищого дивізіону чемпіонату Хорватії «Цибалія» у сезоні 2010/11.
Влітку 2013 року Жупарич перейшов до італійського клубу «Пескара». У сезоні 2015/16 разом з клубом футболіст виборов право на підвищення до Серії А але у вищому дивізіоні Жупаричу заграти не вдалося і в січні 2017 року він повернувся до Хорватії. До кінця сезону грав на правах оренди в клубі «Рієка», а влітку став повноцінним гравцем клубу. З «Рієкою» Жупарич ставав чемпіоном Хорватії та вигравав національний Кубок.
В кінці 2019 року стало відомо, що Даріо Жупарич переходить до клубу МЛС «Портленд Тімберс» і 1 березня 2020 року він зіграв першу гру в новій команді.

### Збірна
У 2010 році Даріо Жупарич зіграв три гри у складі юнацької збірної Боснії і Герцеговини (U-19). Але в подільшому він виступав за збірну (U-20) та молодіжну збірну від Хорватії.

## Титули
Рієка
 Чемпіон Хорватії: 2016/17
 Переможець Кубок Хорватії з футболу (2): 2016/17, 2018/19